# Жиркевич, Михаил Иванович
Жиркевич Михаил Иванович ( белор. Жыркевіч Міхаіл Іванавіч; 13 октября 1899, Залесовичи, Кричевский район, Могилёвская область —  13 августа 1984) — советский белорусский языковед, заслуженный деятель науки БССР, автор многочисленных учебников на белорусском языке.

## Биография
Из крестьянской семьи. После получения среднего образования служил в Красной Армии, участвовал в боях с польскими оккупантами. Демобилизовался в 1921 г., работал в начальных школах на Кричевщины. Окончил этнолого-лингвистическое отделение педагогического факультета Белорусского государственного университета. Преподавал белорусский язык и литературы в 2-й средней Могилевской школе, с 1929 г. — в Могилевском государственном педагогическом институте, где вел программные курсы Современное белорусского языка и литературы и методики сам с собой преподавания. С 1943 г. был назначен старшим преподавателем кафедры белорусского языка и литературы в Белорусском госуниверситете.
В 1944 году он защитил диссертацию на тему: «Да методыкі падручніка па беларускай мове» и получил ученую степень кандидата педагогических наук, в следующем году был утвержден доцентом.
Михаил Жиркевич известен прежде всего как автор и соавтор учебников по белорусскому языку для средних школ.
Выступал в печати со статьями о совершенствование белорусского правописания, преподавания белорусского языка в средних и высших учебных установила, развитие белорусского языкознание.